# 菊池風磨
菊池 風磨（きくち ふうま、1995年〈平成7年〉3月7日 - ）は、日本のアイドル、俳優、タレント、司会者。男性アイドルグループtimeleszのメンバー。
東京都杉並区出身。STARTO ENTERTAINMENTと専属エージェント契約。

## 来歴
嵐に憧れ、2008年4月27日、中学2年生でジャニーズ事務所入り。履歴書を自ら応募したのは、部活など何もかもが中途半端に終わってしまい、打ち込めるものが欲しかったことと、歌を唄いたかったため。1度目に呼ばれた時はFAXが壊れていたため気づかずに行くことができず、1週間後にもう1度連絡をもらい、オーディションを受けての入所となった。入所する際には父のことについては黙っていたため、後に事実を知ったジャニー喜多川社長から叱責されたという。
同年に結成されたジャニーズJr.内ユニット・B.I.Shadowのメンバーとして活動していたが、2009年6月4日、ユニットに中山優馬が加わり、中山優馬 w/B.I.Shadowの結成とともにCDデビューが発表される。
その3日後の6月7日、中山優馬 w/B.I.ShadowとHey! Say! JUMPの山田涼介と知念侑李が合体しNYC boysが結成され、2009年8月に行われた『女子バレーボールワールドグランプリ2009』のスペシャルサポーターを務める。
2011年9月29日、Sexy Zoneの結成とともに、11月にCDデビューすることが発表された。
2013年2月9日、ジャニー喜多川からの推薦状で慶應義塾大学総合政策学部にAO入試で合格したことを発表。
2015年8月2 - 5日、『Sexy Zone A.B.C-Z Summer Paradise in TDC』内で初のソロコンサートを行う（全6公演）。
2017年3月、慶應義塾大学を卒業。同年9月、日本テレビ系連続ドラマ『吾輩の部屋である』で初主演を務める。
2019年9月、『HAMLET ―ハムレット―』で舞台単独初主演を果たす。
2021年4月、二宮和也が開設したYouTubeチャンネル「ジャにのちゃんねる」（現・よにのちゃんねる）のメンバーに選ばれる。
2022年3月、初の単独冠番組『菊池風磨の許せないTV』（フジテレビ）が放送される。
2023年10月、日本テレビ系『ゼイチョー 〜「払えない」にはワケがある〜』でGP帯連続ドラマ初主演。
2024年1月9日、個人公式Instagramを開設。開設から約24時間で100万人フォロワーを達成。同年4月20日、自身のInstagramでSTARTO ENTERTAINMENTと専属エージェント契約をすることを発表。4月27日にはオフィシャルサイトとオフィシャルファンクラブ「more...」を開設した。

## 人物
父は嵐のデビュー曲『A・RA・SHI』の作詞を手掛けたシンガーソングライターの菊池常利。9歳下の弟は新日本木村ジム所属のプロボクサー・菊池音央。また自身より12歳下の妹がいる。
2018年秋ごろに一旦仕事が減るが、その間に身体を鍛え、体重を58kgから75kgに増やすなど肉体改造を行ったところ、2019年ごろから仕事が増え始める。そして2020年から出演している『芸能人が本気で考えた!ドッキリGP』では、着ていたはずの水着が溶けてしまうというドッキリを仕掛けられ、アイドルにもかかわらずほぼ全裸の状態で股間を隠しながら「許せない!!」と叫ぶはめになるが、このリアクション力で菊池の名は広く知れ渡ることになり、バラエティで引っ張りだことなる。のちに菊池自身もこの番組に出演したことはキャリアの中で大きかったと振り返っている。また、2023年には年間で3期にわたって連続ドラマで主演を務め、オリコンが発表する『2023年ブレイク俳優ランキング（男性編）』で1位を獲得。バラエティだけでなく、俳優としても評価された他、YouTube、音楽などジャンルを超えて活躍したことで、時代を象徴するスターを表彰する「anan AWARD 2023」の大賞も受賞した。
小学生のころは野球部、中学生のころはバスケットボール部に所属するなど根っからのスポーツ好き。芸能活動をはじめてからも日本代表の試合を視聴者としてテレビ観戦していたが、2024年にはBリーグの試合の生中継にゲスト出演したり、念願のスポーツ番組MCも務め、2025年には日本テレビ系バスケットボールスペシャルキャスターにも就任した。

## 受賞歴
- anan AWARD 2023 大賞[41]

## 作品
| 曲名             | 作詞                                                | 作曲                                                 | JASRAC 作品コード | 名義                         | 収録                                                                                         | 備考           |
| ---------------- | --------------------------------------------------- | ---------------------------------------------------- | ----------------- | ---------------------------- | -------------------------------------------------------------------------------------------- | -------------- |
| rouge            | ケリー                                              | Steven Lee Drew Ryan Scott                           | 1D8-4133-9        | Sexy Zone 菊池風磨           | アルバム『one Sexy Zone』 - 菊池ソロ                                                         |                |
| FaKe             | 菊池風磨                                            | Christofer Erixon Joakim Bjornberg STEVEN LEE        | 194-4110-0        | 菊池風磨 Sexy Zone           | シングル『バィバィDuバィ〜See you again〜/A MY GIRL FRIEND』〈初回限定盤F〉 - 菊池ソロ       |                |
| It's Going Down! | 菊池風磨                                            | Christofer Erixon Joakim Bjornberg STEVEN LEE        | 1G3-7651-3        | Sexy Zone 菊池風磨           | シングル『男 never give up』〈初回限定盤F〉 - 菊池ソロ                                       |                |
| 20 -Tw/Nty-      | 菊池風磨                                            | STEVEN LEE                                           | 1H1-3335-5        | Sexy Zone 菊池風磨           | アルバム『Sexy Power3』 - 菊池ソロ                                                           |                |
| Party up!        | 菊池風磨                                            | Takuya Harada STEVEN LEE Drew Ryan Scott             | 1H1-3348-7        | Sexy Zone 菊池風磨           | アルバム『Sexy Power3』 - 菊池ソロ                                                           |                |
| My Lovin' Season | 菊池風磨                                            | 菊池風磨                                             | 210-8656-7        | 菊池風磨 Sexy Zone           | シングル『Cha-Cha-Cha チャンピオン』〈Sexy Zone Shop盤F〉 - 菊池ソロ                         |                |
| Hello            | 菊池風磨                                            | E.ONE JUNG CHANG WOOK                                | 1I0-2008-2        | 菊池風磨 Sexy Zone           | シングル『カラフル Eyes』〈初回限定盤C〉 - 菊池ソロ                                          |                |
| But…             | 菊池風磨                                            | TommyClint ChristoferErixon МiNE                     | 7C7-9144-0        | Sexy Zone 菊池風磨           | アルバム『Welcome to Sexy Zone』 - 菊池ソロ                                                  |                |
| …more            | 菊池風磨                                            | 菊池風磨                                             | 221-8232-2        | Sexy Zone 菊池風磨           | アルバム『Sexy Zone 5th Anniversary Best』〈初回限定盤B〉 - 菊池ソロ                         |                |
| My Life          | 菊池風磨                                            | Tommy Clint Albin Nordqvist                          | 1K9-6783-1        | Sexy Zone 菊池風磨           | DVD&Blu-ray『Sexy Zone Presents Sexy Tour 2017〜STAGE』〈初回限定盤〉スペシャルCD - 菊池ソロ |                |
| Cocoa            | FUMA                                                | TWUNE                                                | 243-8693-6        | 菊池風磨 Sexy Zone           | アルバム『PAGES』〈通常盤〉 - 菊池ソロ                                                       |                |
| HAPPY END        | Rachel Mamiko Fuma                                  | Mikeneko Homeless Mamiko                             | 733-3816-8        | 菊池風磨 Sexy Zone           | アルバム『POP×STEP!?』〈通常版〉 - 菊池ソロ                                                  |                |
| ぎゅっと         | 宮田航輔 菊池風磨                                   | ひろせひろせ                                         | 231-2830-5        | Sexy Zone                    | シングル『ぎゅっと』                                                                         |                |
| NOT FOUND        | 渡辺拓也 金井政人                                   | 加藤冴人                                             | 257-0934-8        | Sexy Zone                    | シングル『NOT FOUND』                                                                        | ラップ詞担当。 |
| hourglass        | 菊池風磨                                            | MEYER CHRIS TELL KRISTOFF NICKLAS STORYTHELLA HIKARI | 1P9-6627-2        | 『DREAM BOYS 2021』 菊池風磨 |                                                                                              |                |
| My World         | BASHARS                                             | BASHARS                                              | 769-2969-8        | 菊池風磨 Sexy Zone           | アルバム『Chapter II』〈通常版〉 - 菊池ソロ                                                  |                |
| 人生遊戯         | 渡辺拓也 真崎エリカ 徳山優 深川琴美 Komei Kobayashi | 渡辺拓也                                             | 291-7304-3        | Sexy Zone                    | シングル『人生遊戯』                                                                         | RAP詞担当。    |
| because          | 菊池風磨                                            | Shogo Tsubasa                                        | 790-2845-4        | timelesz                     | シングル『because』                                                                          |                |
| Rock this Party  | 佐藤勝利 菊池風磨 松島聡                            | Ryo'LEFTY'Miyata Anders Dannvik Mattias Olofsson     | 1V1-9032-3        | timelesz                     | 配信シングル『Rock this Party』 アルバム『FAM』                                              |                |

## 出演
個人での出演のみ。グループやユニットでの出演はB.I.Shadow、中山優馬 w/B.I.Shadow#出演、NYC boys#出演、timelesz#出演、よにのちゃんねる#出演を参照。

### テレビドラマ
- スクラップ・ティーチャー〜教師再生〜（2008年10月11日 - 12月13日、日本テレビ） - 楠本風磨 役[45]
- SMAPがんばりますっ!! 誰も知らないSMAP物語（2009年1月31日、テレビ朝日） - 香取慎吾 役
- ハンチョウ〜神南署安積班〜 シリーズ3 第2話（2010年7月13日、TBS） - 染谷広海 役
- 渡る世間は鬼ばかり 最終シリーズ 第22/23/40/41/44話（2011年3月24日-9月8日、TBS） - 乃木智 役
- 未来日記-ANOTHER:WORLD-（2012年4月21日 - 6月30日、フジテレビ） - 高坂王子 役[46]
- 仮面ティーチャー（2013年7月7日 - 9月29日、日本テレビ） - 武原金造 役
- GTO（2014年7月8日 - 9月16日、関西テレビ·フジテレビ）  - 葛木隆一 役[47]
- 新ナニワ金融道（2015年1月24日、フジテレビ） - 大平隼人 役[48]
- アルジャーノンに花束を（2015年4月10日 - 6月12日、TBS） - 小久保一茂 役[49][50]
- 時をかける少女（2016年7月9日 - 8月6日、日本テレビ） - 深町翔平 / ケン・ソゴル 役 [51]
- 嘘の戦争（2017年1月10日 - 3月14日、関西テレビ・フジテレビ） - 八尋カズキ 役[52]
- 吾輩の部屋である（2017年9月19日 - 11月20日、日本テレビ） - 主演・鍵山哲郎 役[19][20]
- Eうた♪ドラマ「歌のおじさんEたん」(2019年12月23日 - 12月26日、4日連続放送、Eテレ） - ヒサト 役[53]
- バベル九朔（2020年10月20日〔19日深夜〕 - 12月22日〔21日深夜〕、日本テレビ） - 主演・九朔満大 役[54]
- 書けないッ!?〜脚本家 吉丸圭佑の筋書きのない生活〜（2021年1月16日 - 3月13日、テレビ朝日） - 仙川俊也 役[55]
- きよしこ（2021年3月20日、NHK総合） - 野村幹人 役[56][57]
- イタイケに恋して（2021年7月1日 - 9月9日、読売テレビ・日本テレビ） - 主演・飯塚将希 役[58]
- ファイトソング（2022年1月11日 - 3月15日、TBS） -  夏川慎吾 役[59]
- トモダチゲームR4（2022年7月23日 - 9月10日、テレビ朝日） - 火室ノベル 役[60]
- ギバーテイカー（2023年1月22日 - 2月19日、WOWOW） - 貴志ルオト 役[61]
- 大病院占拠（2023年1月14日 - 3月18日、日本テレビ） - 青鬼 / 大和耕一 役[62]
  - 新空港占拠 第3話・第4話・第7話・最終話（2024年1月27日・2月3日・2月24日・3月16日、日本テレビ）[63]
  - 放送局占拠（2025年7月12日 - ）[64][65]
- 隣の男はよく食べる（2023年4月13日 - 6月29日、テレビ東京 他） - 主演・本宮蒼太 役（倉科カナとダブル主演）[66][67]
- ウソ婚（2023年7月11日 - 9月26日、関西テレビ・フジテレビ） - 主演・夏目匠 役[68][69]
- ゼイチョー〜『払えない』にはワケがある〜（2023年10月14日 - 12月23日、日本テレビ） - 主演・饗庭蒼一郎 役[70]
- 青島くんはいじわる 最終話（2024年9月14日、テレビ朝日） - 黒澤智也 役[71]
- 私たちが恋する理由（2024年10月12日 - 12月21日、テレビ朝日） - 主演・黒澤智也 役[72]

### 配信ドラマ
- 書けないッ!? スピンオフドラマ 〜大学生 仙川俊也の筋書きのない人生〜（2021年3月13日 - 配信、TELASA、全4話） - 主演・仙川俊也 役[73]
- 大病院占拠前 the night before（2023年3月11日 - 配信、Hulu、全2話） - 主演・青鬼 / 耕一 役[74]

### 映画
- 劇場版 仮面ティーチャー（2014年2月22日公開、ショーゲート） - 武原金造 役[75][76]
- もっと超越した所へ。（2022年10月14日公開、ハピネットファントム・スタジオ） - 朝井怜人 役[77]
- #真相をお話しします（2025年4月25日公開、東宝） - 主演・桐山 役（大森元貴とダブル主演）[78]

### バラエティ番組
- ガリレオヒット脳研（2009年11月14日 - 2011年8月13日、テレビ朝日）- 準レギュラー
- アオハル（青春）TV（2019年1月27日 - 8月18日、フジテレビ） - レギュラー[79][80]
- サンバリュ（日本テレビ）
  - ナン年後かをのぞき見バラエティー 今すぐ話さなきゃいけない未来（2019年2月10日・8月4日、日本テレビ） - 副議長（サブMC）[81][82]
  - 経済情報評価バラエティー 霜降り風磨のワクワク経済（2021年10月24日） - 霜降り明星とMC[83]
  - 霜降り風磨のワクワクメディア（2022年7月3日） - 霜降り明星とMC[84]
  - 霜降り風磨の賛否アリマス（2023年4月9日） - 霜降り明星とMC[85]
- 芸能人が本気で考えた!ドッキリGP（2020年1月11日 - 、フジテレビ） - レギュラー（ドッキリクリエイター）[86]
- 日テレ系音楽の祭典 Premium Music（2020年3月25日、日本テレビ） - 松任谷正隆 役
- ニノさん（2020年4月5日 - 、日本テレビ） - レギュラー[87]
- 世界 禁断の運び屋（2020年9月24日、フジテレビ） - MC [88]
- すこジャニ〜ルールだらけの旅〜（2020年12月12日[89]、2021年8月21日[90]、フジテレビ）
- カップルちゃんは侮れない!（2021年5月14日、関西テレビ） - MC[91]
- 転生バラエティ 超絶スキルこう使ってみた!（2021年10月22日、関西テレビ） - ハライチとMC[92]
- 土曜☆ブレイク（TBS）
  - マネーハンター（2022年2月19日） - 最強マネーハンター
- 営業時間外に秘密アリ!（2022年3月12日[93]・6月26日[94]、テレビ東京系） - アンタッチャブルとMC
- 菊池風磨の許せないTV（2022年3月19日、フジテレビ） - MC[25][95]
- 超絶限界 〜陸上・海上・航空自衛隊 ソコまで見せる!?大百科〜（2022年7月6日、フジテレビ） - ニューヨークとMC[96]
  - 超絶限界 〜ソコまで見せる!?大百科〜（2022年10月1日 - 2023年9月） - ニューヨークとMC[97]
  - 超絶限界 〜ソコまで見せる!?大百科SP〜（2022年10月5日） - ニューヨークとMC[98]
  - 超絶限界 海上自衛隊＆消防＆激レアグルメハンター大百科SP（2022年12月27日） - ニューヨークとMC[99]
  - 超絶限界 ブルーインパルス極限飛行＆大家族激セマ家仰天リフォーム（2023年6月7日） - ニューヨークとMC[100]
  - 超絶限界 12人大家族の一軒家仰天リフォーム＆大女優食べ放題で爆食SP（2023年12月26日） - ニューヨークとMC[101]
- ニッポンのカタチ（2023年1月29日、日本テレビ） - MC[102]
- 風磨とチョコプラのふちど〜るマップ（2023年7月8日[103]、2023年12月29日[104]、テレビ東京）- チョコレートプラネットとMC
- 何か“オモシロいコト”ないの?（2023年10月2日 - 、フジテレビ） - 長谷川忍とMC[105]
- Friday's EDGE（日本テレビ）
  - THEバディ 〜最強の2人を決めるクイズショー〜（2024年5月17日 - 6月22日） - MC[106][107]
- 海の向こうでひとり暮らし 世界ワンルームガール カツカツだけどハッピーです。（2024年5月26日、MBS・TBS） - MC[108]
- 見取り図じゃん「騒音上等！音鳴り部」（2024年6月25日 - 不定期、テレビ朝日） - 盛山晋太郎とMC[109][110]
- 別に知らんでええねんけど…誰かに話したくなる11個のこと（2024年6月27日、読売テレビ・日本テレビ） - 川島明とMC[111]
- 菊池風磨のスポーツキングダム（2024年9月22日、カンテレ・フジテレビ） - MC[39]
- 怒りん坊将軍！（2025年3月15日[112]・5月27日[113]、TBS） - 加藤浩次とMC
- 地球まるまるマイホーム 〜ちょっと海外に移住してみた。〜（2025年5月14日、MBS） - MC[114]
- 撮るぞ！ばぁちゃんに任せとけ（2025年6月7日、テレビ朝日） - 山里亮太とMC[115]
- バカリ×風磨×ヒエラルキー〜元女性アイドルの序列を考えてみました〜（2025年6月15日、日本テレビ） - バカリズムとMC[116]

### ドキュメンタリー番組
- 僕たちは戦争を知らない〜1945年を生きた子どもたち〜（2022年8月14日、テレビ朝日）[117]
- 僕たちは戦争を知らない〜戦禍を生きた女性たち〜（2023年8月13日、テレビ朝日）[118]

### ウェブテレビ
- キミとオオカミくんには騙されない（2024年8月11日 - 、ABEMA） - MC[119]

### ラジオ
- Sexy Zone菊池風磨のQrzone＋（2019年8月27日、文化放送）[120][注 3]
- 菊池風磨 hoursz（2025年4月6日 - 、TOKYO FM） - MC[121]

### CM
- LINE「LINE:ディズニー ツムツム」（2017年12月29日 - ）[122]
- 明治「ガルボ」（2019年4月3日 - ）[123]
- しまうまプリント
  - 「しまうま年賀状 2021」「しまうまフォトブック」（2020年12月 - ）[124]
  - 「しまうま年賀状 2022」（2021年11月 - ）[125]
- P&G
  - 「ボールド ジェルボール 4D」（2022年2月1日 - ）[126][127][128][129]
  - 「ジェルボール 大感謝祭」キャンペーン（2023年8月3日 - ）[130]
- アサヒビール
  - 「アサヒスーパードライ 生ジョッキ缶」（2022年3月 - ）[131]
  - 「アサヒスーパードライ 生ジョッキ缶大生」（2022年10月25日 - ）[132]
- 楽天グループ「楽天ラクマ」（2022年5月12日 - ）[133]
- 小泉成器
  - 「MONSTER」（2022年11月2日 - ）[134][135]
  - 「KOIZUMI BEAUTY」（2024年11月01日 - ）[136]
- 東洋水産「QTTA」（2023年1月5日 - ）[137]
- ドミノ・ピザ（2024年9月30日 - ）[138]
- 長寿乃里「SHIKARI」（2024年11月1日 - ）[139]
- Zキャリア（2025年1月4日 - ）[140]
- ユニバーサルミュージック「#ぼくらの春曲キャンペーン」（2025年3月3日 - ）[141]
- VALX（2025年3月4日 - ）[142]
- ヤマモリ「GABA100睡活ビネガー」（2025年3月25日 - ）[143]
- Paidy（2025年5月21日 - ）[144]
- Cygames「Shadowverse」（2025年7月18日 - ）[145]
- NECネッツエスアイ（2025年8月9日 - ）[146]

### インターネット配信
- Johnny's Village #2（2021年3月6日）[147]

### 舞台
- PLAYZONE FINAL 1986-2008〜SHOW TIME Hit Series〜 Change（2008年7月6日 - 8月8日、青山劇場） [148]
- SUMMARY 2008（2008年8月2日- 9月5日、お台場・青海J地区特設会場「Johnnys Theater」）[149]
- 少年たち 格子無き牢獄（2011年9月5日 - 29日 日生劇場） - 特別出演[150]
- ABC座 星（スター）劇場（2012年2月4日 - 29日、日生劇場）[151] - noon boyzと交互出演[152]
- HAMLET ―ハムレット―（2019年9月8日[注 4] - 10月6日、東京グローブ座 / 10月9日 - 15日、森ノ宮ピロティホール） - 主演・ハムレット 役[154]
- DREAM BOYS
  - DREAM BOYS（2015年9月12日 - 20日、帝国劇場）[155]
  - DREAM BOYS（2021年9月6日 - 29日、帝国劇場） - 主演・フウマ 役[156]
  - DREAM BOYS（2022年9月8日 - 30日、帝国劇場） - 主演・フウマ 役[157][158]

### ソロコンサート
- Sexy Zone A.B.C-Z Summer Paradise in TDC『風 is a Doll?[17]』（全6公演）（2015年8月2日 - 5日[159]、東京ドームシティホール）[16]
- Summer Paradise 2016『風 are you?』（全9公演）（2016年8月11日 - 16日、東京ドームシティホール）[160]
- Summer Paradise 2017『風 is I?』（全9公演）（2017年8月4日 - 8日、東京ドームシティホール）[161]

### ファンクラブイベント
- おふうかい Vol.1（2024年9月24日・25日、KT Zepp Yokohama / 10月2日・3日、大阪府立国際会議場 グランキューブ大阪）[162]
- おふうかい Vol.2（2025年3月31日・4月1日、Zepp Nagoya / 4月11日・12日、Zepp Fukuoka / 4月15日・16日、Zepp Sapporo / 4月22日・23日、Zepp Haneda（TOKYO） / 5月14日・15日、Zepp Osaka Bayside）[163]

### その他
- ブルックリン博物館所蔵 特別展 古代エジプト（2025年1月25日 - 4月6日、森アーツセンターギャラリー） - 東京展公式アンバサダー・ガイドナビゲーター[164]
- 日本テレビ系バスケットボールスペシャルキャスター（2025年）[40]

## 書籍

### 雑誌連載
- ワルガキ・ロック〜Boys will be boys〜（『Myojo』、集英社） - 小瀧望との合同連載。